# Giraffslip
Giraffslip är en slipmaskin som oftast används för att slipa väggar och tak.

## Konstruktion
Giraffslipen har en relativt stor sliprondell som är monterad längst ut på ett skaft. Skaftets längd och sliprondellens storlek gör att man lättare kan slipa stora ytor och når längre än man når med sina bara armar. Oftast används slipmaskinen för att slipa spacklade väggar och tak eller att slipa bort befintlig färg från väggar och tak. Sliphuvudets fäste är ledat vilket gör att sliphuvudet följer ytan när man rör slipen över ytan. 
På de flesta modeller går det också att fästa en dammsugare som suger upp slipdammet. Detta gör att arbetsmiljön bli bättre samt förlänger livstiden på slippappret.